# 7718 Desnoux
7718 Desnoux (1997 EP30) là một tiểu hành tinh vành đai chính được phát hiện ngày 10 tháng 3 năm 1997 bởi Buil, C. ở Ramonville Saint A.